# ルーカス・カルバーロ
ルーカス・カルバーロ（Lukas Carvallo、2001年7月6日 - ）は、スーペル・ラグビー・アメリカス、セルクナムに所属するラグビーユニオン選手。

## プロフィール
- チリ出身[1]。
- ポジションはスクラムハーフ(SH)。
- 身長 180cm、体重 86kg
- チリ代表キャップは6（2025年2月現在）でラグビーワールドカップ2023のチリ代表に選ばれた[2]。

## 略歴
2021年、セルクナムに加入。